# Oropsylla rupestris
Oropsylla rupestris är en loppart som först beskrevs av Jordan 1929.  Oropsylla rupestris ingår i släktet Oropsylla och familjen fågelloppor. Inga underarter finns listade i Catalogue of Life.